# RayJ Dennis

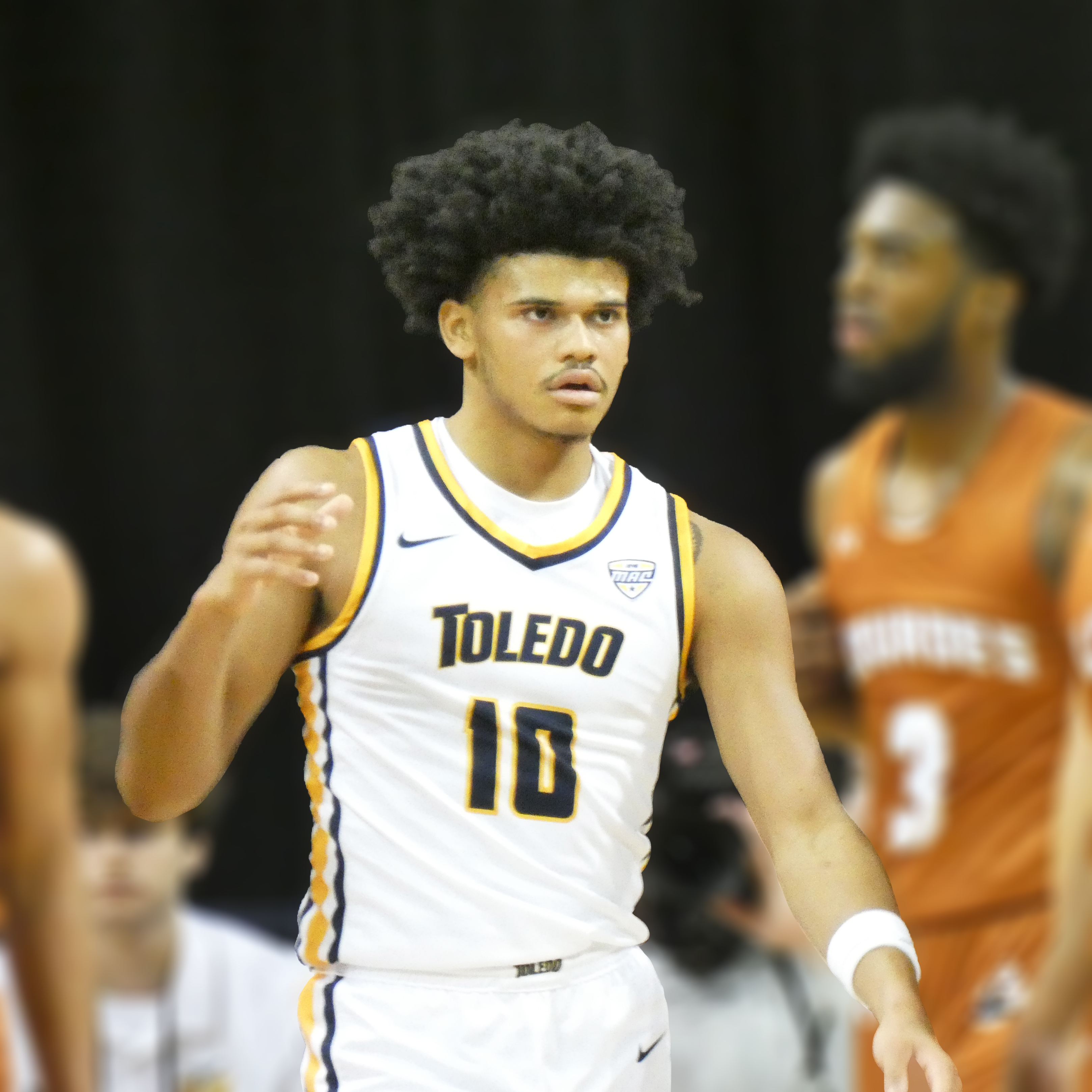
RayJ Dennis, 2022.

Raymond "RayJ" Patterson Dennis, född 30 mars 2001 i Plainfield i Illinois, är en amerikansk professionell basketspelare (PG) som spelar för Indiana Pacers i National Basketball Association (NBA).
Han blev aldrig NBA-draftad.
Innan Dennis blev proffs studerade han först på Boise State University och spelade för deras idrottsförening Boise State Broncos. Dennis blev senare överförd till University of Toledo för spel i Toledo Rockets. Han bytte återigen och denna gång till Baylor University och spelade för deras Baylor Bears.